# 布鲁盖尔
布鲁盖尔（Bruegel）是一家主要进行经济政策研究的欧洲智库，成立于2005年，其总部位于比利时的布鲁塞尔。

## 研究方向
布鲁盖尔的研究方向集中在以下四个方面：
- 欧洲宏观经济及管理
- 金融及监管
- 创新及竞争
- 能源及气候

## 出版物
布鲁盖尔除了定期会发表英文刊物，也会发布由其研究员撰写的中文观点和经翻译的英文研究。